# Psyrana ceylonica
Psyrana ceylonica är en insektsart som först beskrevs av Brunner von Wattenwyl 1891.  Psyrana ceylonica ingår i släktet Psyrana och familjen vårtbitare. Inga underarter finns listade i Catalogue of Life.